# Elecciones municipales de Piura de 2022
Las elecciones municipales de Piura de 2022 se llevaron a cabo el 2 de octubre de 2022 para elegir al alcalde y al Concejo Provincial de Piura para el periodo 2023-2026. La elección se celebró simultáneamente con elecciones regionales y municipales (provinciales y distritales) en todo el Perú.

## Sistema electoral
La Municipalidad Provincial de Piura es el órgano administrativo y de gobierno de la provincia de Piura. Está compuesta por el alcalde y el Concejo Provincial.
La votación del alcalde y el concejo se realiza en base al sufragio universal, que comprende a todos los ciudadanos nacionales mayores de dieciocho años, empadronados y residentes en la provincia de Piura y en pleno goce de sus derechos políticos, así como a los ciudadanos no nacionales residentes y empadronados en la provincia de Piura. No hay reelección inmediata de alcaldes.
El Concejo Provincial de Piura está compuesto por 15 regidores elegidos por sufragio directo para un período de cuatro (4) años, en forma conjunta con la elección del alcalde (quien lo preside). La votación es por lista cerrada y bloqueada. Se asigna a la lista ganadora los escaños según el método d'Hondt o la mitad más uno, lo que más le favorezca.

## Composición del Concejo Provincial de Piura
La siguiente tabla muestra la composición del Concejo Provincial de Piura antes de las elecciones.
| Partidos | Partidos                                           | Regidores |
| -------- | -------------------------------------------------- | --------- |
|          | Región para Todos                                  | 9         |
|          | Movimiento Independiente Fuerza Regional           | 2         |
|          | Somos Perú                                         | 1         |
|          | Movimiento de Desarrollo Local MODELO Región Piura | 1         |
|          | Movimiento Regional Seguridad y Prosperidad        | 1         |
|          | Alianza para el Progreso                           | 1         |

## Elecciones internas
Los partidos políticos realizaron la convocatoria a elecciones internas (15–22 de enero de 2022) para definir a los candidatos de sus organizaciones en listas cerradas y bloqueadas. Se sometieron a elección las candidaturas a:
- Alcaldía Provincial de Piura (1 candidatura).
- Concejo Provincial de Piura (15 candidaturas).
- Alcaldías distritales de Piura (9 candidaturas).
- Concejos distritales de Piura (73 candidaturas).

Existen dos modalidades para la organización de las elecciones internas:
- Modalidad de elección directa: con voto universal, libre, voluntario, igual, directo y secreto de los afiliados. Fue la modalidad utilizada por Región para Todos,[5] Somos Perú,[6] Alianza para el Progreso[7] y Piura Renace.[8] Las elecciones se realizaron el 15 de mayo de 2022.
- Modalidad de delegados: a través de delegados previamente elegidos mediante voto universal, libre, voluntario, igual, directo y secreto de los afiliados. Fue la modalidad utilizada por Movimiento Independiente Fuerza Regional,[5] Renovación Popular,[9] Fuerza Popular,[10] Organización Política Unidad Regional,[5] Podemos Perú,[11] Contigo Región[5] y Frente de la Esperanza.[12] Las elecciones se realizaron el 22 de mayo de 2022.

## Partidos y candidatos
A continuación se muestra una lista de los principales partidos y alianzas electorales que participaron en las elecciones:
| Candidatura | Candidatura | Partidos y alianzas                                   | Candidatos | Candidatos                   | Ideología                                                           | Resultado previo | Resultado previo | Ref.   |
| Candidatura | Candidatura | Partidos y alianzas                                   | Candidatos | Candidatos                   | Ideología                                                           | Votos (%)        | Reg.             | Ref.   |
| ----------- | ----------- | ----------------------------------------------------- | ---------- | ---------------------------- | ------------------------------------------------------------------- | ---------------- | ---------------- | ------ |
|             | RPT         | Lista - Región para Todos (RPT)                       |            | Luis Castro Pérez            | Regionalismo piurano                                                | 20.61%           | 9                | [ 13 ] |
|             | FR          | Lista - Movimiento Independiente Fuerza Regional (FR) |            | Segundo Valdiviezo Rodríguez | Regionalismo piurano                                                | 20.43%           | 2                | [ 13 ] |
|             | SP          | Lista - Somos Perú (SP)                               |            | José Aguilar Silva           | Democracia cristiana Conservadurismo social                         | 12.02%           | 1                | [ 13 ] |
|             | APP         | Lista - Alianza para el Progreso (APP)                |            | Félix Chang Apuy             | Liberalismo económico Conservadurismo liberal Populismo de derecha  | 7.91%            | 1                | [ 13 ] |
|             | RP          | Lista - Renovación Popular (RP)                       |            | José Melgar Jiménez          | Ultraconservadurismo Fundamentalismo cristiano Populismo de derecha | 6.82%            | 0                | [ 13 ] |
|             | FP          | Lista - Fuerza Popular (FP)                           |            | Juan Ruiz Valencia           | Fujimorismo Conservadurismo social Populismo de derecha             | 2.00%            | 0                | [ 14 ] |
|             | PP          | Lista - Podemos Perú (PP)                             |            | Javier Atkins Lerggios       | Conservadurismo social Populismo Nacionalismo                       | Nuevo            | Nuevo            | [ 14 ] |
|             | FE          | Lista - Frente de la Esperanza (FE)                   |            | Walter Fernández Peña        | Reformismo                                                          | Nuevo            | Nuevo            | [ 14 ] |
|             | UR          | Lista - Organización Política Unidad Regional (UR)    |            | Gabriel Madrid Orúe          | Regionalismo piurano                                                | Nuevo            | Nuevo            | [ 13 ] |
|             | CR          | Lista - Contigo Región (CR)                           |            | José Morey Requejo           | Regionalismo piurano                                                | Nuevo            | Nuevo            | [ 13 ] |
|             | RENACE      | Lista - Piura Renace (RENACE)                         |            | Ingrid Wiesse León           | Regionalismo piurano                                                | Nuevo            | Nuevo            | [ 14 ] |

## Sondeos de opinión
Las siguientes tablas enumeran las estimaciones de la intención de voto en orden cronológico inverso, mostrando las más recientes primero y utilizando las fechas en las que se realizó el trabajo de campo de la encuesta. Cuando se desconocen las fechas del trabajo de campo, se proporciona la fecha de publicación.
Leyenda:
     Sondeo realizado en el periodo de prohibición legal de la difusión de sondeos de intención de voto.

### Intención de voto
La siguiente tabla enumera las estimaciones ponderadas (sin incluir votos en blanco y nulos) de la intención de voto.
| Encuestadora/Medio             | Fecha             | Muestra | Gabriel Madrid | José Morey | José Aguilar | Luis Castro | Félix Chang | Segundo Valdiviezo | Ingrid Wiesse | Juan Ruiz | Javier Atkins | Walter Fernández | José Melgar | Dif. |  |  |  |  |
| ------------------------------ | ----------------- | ------- | -------------- | ---------- | ------------ | ----------- | ----------- | ------------------ | ------------- | --------- | ------------- | ---------------- | ----------- | ---- |  |  |  |  |
| Encuestadora/Medio             | Fecha             | Muestra |                |            |              |             |             |                    |               |           |               |                  |             |      |  |  |  |  |
| Elecciones municipales de 2022 | 2 oct 2022        | —       | 23.8           | 16.2       | 14.1         | 13.6        | 9.7         | 8.8                | 4.2           | 3.0       | 2.5           | 2.2              | 1.7         | 7.6  |  |  |  |  |
|                                |                   |         |                |            |              |             |             |                    |               |           |               |                  |             |      |  |  |  |  |
| Ipsos Perú/América             | 2 oct 2022        | ?       | 23.1           | 16.8       | 13.6         | 12.1        | 11.8        | –                  | –             | –         | –             | –                | –           | 6.3  |  |  |  |  |
| Ipsos Perú/América             | 2 oct 2022        | ?       | 21.0           | 16.6       | 15.5         | 12.2        | 12.2        | –                  | –             | –         | –             | –                | –           | 4.4  |  |  |  |  |
| Luna Consultores               | 2 oct 2022        | ?       | 25.4           | 16.8       | 14.3         | 13.1        | 6.8         | 10.6               | 4.4           | 2.6       | 3.6           | 1.6              | 0.6         | 8.6  |  |  |  |  |
| ICSI Perú                      | 2 oct 2022        | ?       | 18.9           | –          | –            | –           | –           | –                  | –             | –         | –             | –                | –           | ?    |  |  |  |  |
| ICSI Perú                      | 22 sep 2022       | 384     | 21.0           | 10.1       | 17.4         | 10.1        | 8.7         | 5.8                | 5.8           | –         | –             | –                | –           | 3.6  |  |  |  |  |
| Luna Consultores               | 18–22 sep 2022    | ?       | 23.7           | 15.8       | 15.9         | 11.2        | 7.6         | 12.2               | 5.6           | 3.2       | 2.9           | 0.7              | 1.3         | 7.8  |  |  |  |  |
| Perú Data                      | 13–15 sep 2022    | ?       | 20.6           | 18.7       | 17.5         | 8.7         | 22.4        | –                  | –             | –         | –             | –                | –           | 1.8  |  |  |  |  |
| ICSI Perú                      | 11 sep 2022       | 1100    | 18.8           | 12.6       | 23.5         | 6.9         | 12.6        | 4.1                | 6.6           | –         | 6.6           | –                | –           | 4.7  |  |  |  |  |
| Klambp                         | 5–8 sep 2022      | 521     | 16.4           | 4.6        | 6.4          | 5.4         | 11.8        | 2.8                | 11.0          | 17.3      | 15.4          | 2.8              | 1.8         | 0.9  |  |  |  |  |
| Decide Tú                      | 2–4 sep 2022      | ?       | 26.5           | –          | 15.7         | 13.2        | 19.5        | –                  | 9.1           | 6.5       | –             | –                | –           | 5.3  |  |  |  |  |
| Decide Tú                      | 27–29 ago 2022    | ?       | 27.8           | –          | 12.2         | 12.1        | 17.9        | –                  | 13.1          | 6.8       | –             | –                | –           | 9.9  |  |  |  |  |
| Piura Data Consultores         | 19–21 ago 2022    | ?       | 19.8           | 5.4        | 17.1         | 6.1         | 19.8        | 7.0                | –             | –         | 10.3          | –                | –           | —    |  |  |  |  |
| Klambp                         | 19–21 ago 2022    | 467     | 15.2           | 5.4        | 10.9         | 5.4         | 13.1        | 4.4                | 2.1           | 17.5      | 11.9          | 3.3              | 4.4         | 2.3  |  |  |  |  |
| ICSI Perú                      | 19–21 ago 2022    | 400     | 23.8           | 7.8        | 23.1         | 3.5         | 16.5        | 4.3                | 6.1           | –         | 6.1           | –                | –           | 0.7  |  |  |  |  |
| Decide Tú                      | 9–11 ago 2022     | ?       | 28.4           | –          | 11.1         | 13.7        | 15.7        | 7.6                | 9.1           | –         | –             | –                | –           | 12.7 |  |  |  |  |
| Luna Consultores               | 7–10 ago 2022     | ?       | 21.3           | 12.2       | 14.8         | 8.4         | 13.8        | 9.3                | 4.4           | 4.6       | 3.4           | 1.5              | 0.8         | 6.5  |  |  |  |  |
| Klambp                         | 26 jul–1 ago 2022 | 309     | 17.6           | 5.4        | 13.9         | 11.4        | 6.7         | 2.4                | 15.2          | 19.5      | 1.1           | –                | –           | 1.9  |  |  |  |  |
| Decide Tú                      | 22–24 jul 2022    | ?       | 22.8           | 6.9        | 7.4          | 13.0        | 10.2        | 5.3                | 8.5           | –         | –             | –                | –           | 9.8  |  |  |  |  |
| ICSI Perú                      | 16–17 jul 2022    | 400     | 25.0           | 11.1       | 24.1         | 3.7         | 11.1        | 1.9                | 8.3           | –         | 5.6           | –                | –           | 0.9  |  |  |  |  |
| Klambp                         | 30 jun–6 jul 2022 | 240     | 17.3           | 6.7        | 14.1         | 11.4        | 10.1        | 5.3                | 1.3           | 15.4      | 4.0           | –                | –           | 1.9  |  |  |  |  |
| Decide Tú/El Dato              | 30 jun–2 jul 2022 | ?       | 25.4           | 8.1        | 11.9         | 16.0        | 9.0         | 3.7                | 8.1           | –         | –             | –                | –           | 9.4  |  |  |  |  |
| Klambp                         | 5–14 jun 2022     | ?       | 6.4            | 6.4        | 8.8          | 15.8        | 14.0        | 6.4                | 4.7           | 11.1      | 5.3           | –                | –           | 1.8  |  |  |  |  |
| ICSI Perú                      | 11–12 jun 2022    | 400     | 24.5           | 10.4       | 23.6         | 4.7         | 12.3        | 1.9                | 7.5           | –         | 5.7           | –                | –           | 0.9  |  |  |  |  |
| Piura Data Consultores         | 5–6 may 2022      | 735     | 21.1           | –          | 12.1         | 8.0         | 16.8        | 7.5                | 3.3           | –         | 6.7           | –                | –           | 4.3  |  |  |  |  |
| Decide Tú/El Dato              | 24–26 abr 2022    | ?       | 16.3           | 6.4        | 7.9          | 14.5        | 20.5        | 3.6                | 9.3           | –         | –             | –                | –           | 4.2  |  |  |  |  |
| ICSI Perú                      | 9–11 abr 2022     | 400     | 29.8           | 3.6        | 27.4         | 9.0         | 15.5        | –                  | 3.6           | –         | –             | –                | –           | 2.4  |  |  |  |  |
| Decide Tú                      | 10–12 mar 2022    | ?       | 9.7            | –          | 7.7          | 15.8        | 21.7        | 6.5                | 13.7          | –         | –             | –                | –           | 5.9  |  |  |  |  |
| ICSI Perú                      | 26–27 feb 2022    | 400     | 25.6           | –          | 25.6         | 12.2        | 14.4        | –                  | 11.1          | –         | –             | –                | –           | —    |  |  |  |  |
| ICSI Perú                      | 14–16 ene 2022    | 384     | 25.0           | –          | 22.9         | 11.5        | 12.5        | –                  | 9.4           | –         | –             | –                | –           | 2.1  |  |  |  |  |
| ICSI Perú                      | 18–19 dic 2021    | 400     | 21.6           | –          | 19.8         | 9.0         | 10.8        | –                  | –             | –         | –             | –                | –           | 1.8  |  |  |  |  |
| Decide Tú                      | 4–6 oct 2021      | ?       | 12.0           | –          | 17.7         | –           | –           | –                  | –             | –         | –             | –                | –           | 5.7  |  |  |  |  |

### Preferencias de voto
La siguiente tabla enumera las preferencias de voto en bruto (incluyendo blancos, viciados y sin respuesta) y no ponderadas.
| Encuestadora/Medio             | Fecha             | Muestra | Gabriel Madrid | José Aguilar | Félix Chang | José Morey | Luis Castro | Ingrid Wiesse | Segundo Valdiviezo | Javier Atkins | Juan Ruiz | Walter Fernández | José Melgar | B/V  | NS/NO | Dif. |  |  |  |  |
| ------------------------------ | ----------------- | ------- | -------------- | ------------ | ----------- | ---------- | ----------- | ------------- | ------------------ | ------------- | --------- | ---------------- | ----------- | ---- | ----- | ---- |  |  |  |  |
| Encuestadora/Medio             | Fecha             | Muestra |                |              |             |            |             |               |                    |               |           |                  |             |      |       |      |  |  |  |  |
| Elecciones municipales de 2022 | 2 oct 2022        | —       |                |              |             |            |             |               |                    |               |           |                  |             |      | –     |      |  |  |  |  |
|                                |                   |         |                |              |             |            |             |               |                    |               |           |                  |             |      |       |      |  |  |  |  |
| ICSI Perú                      | 22 sep 2022       | 384     | 14.5           | 12.0         | 6.0         | 7.0        | 7.0         | 4.0           | 4.0                | –             | –         | –                | –           | 31.0 | –     | 2.5  |  |  |  |  |
| Luna Consultores               | 18–22 sep 2022    | ?       | 17.7           | 11.9         | 5.7         | 11.8       | 8.4         | 4.2           | 9.1                | 2.2           | 2.4       | 0.5              | 1.0         | 25.2 | –     | 5.8  |  |  |  |  |
| Perú Data                      | 13–15 sep 2022    | ?       | 16.3           | 13.9         | 17.8        | 14.8       | 6.9         | –             | –                  | –             | –         | –                | –           | –    | 20.7  | 1.5  |  |  |  |  |
| ICSI Perú                      | 11 sep 2022       | 1100    | 11.4           | 14.2         | 7.6         | 7.6        | 4.2         | 4.0           | 2.5                | 4.0           | –         | –                | –           | 12.5 | 27.0  | 2.8  |  |  |  |  |
| Klambp                         | 5–8 sep 2022      | 521     | 10.0           | 3.9          | 7.2         | 2.8        | 3.3         | 6.7           | 1.7                | 9.4           | 10.6      | 1.7              | 1.1         | –    | 38.9  | 0.6  |  |  |  |  |
| Decide Tú                      | 2–4 sep 2022      | ?       | 20.0           | 11.8         | 14.7        | –          | 10.0        | 6.8           | –                  | –             | 4.9       | –                | –           | –    | 24.7  | 5.3  |  |  |  |  |
| Decide Tú                      | 27–29 ago 2022    | ?       | 19.7           | 8.6          | 12.7        | –          | 8.6         | 9.3           | –                  | –             | 4.8       | –                | –           | –    | 29.0  | 3.5  |  |  |  |  |
| Piura Data Consultores         | 19–21 ago 2022    | ?       | 11.5           | 9.9          | 11.4        | 3.1        | 3.5         | –             | 4.1                | 6.0           | –         | –                | –           | 23.1 | 19.2  | 0.1  |  |  |  |  |
| Klambp                         | 19–21 ago 2022    | 467     | 9.3            | 6.7          | 8.0         | 3.3        | 3.3         | 1.3           | 2.7                | 7.3           | 10.7      | 2.0              | 2.7         | –    | 38.7  | 1.4  |  |  |  |  |
| ICSI Perú                      | 19–21 ago 2022    | 400     | 13.7           | 13.3         | 9.5         | 4.5        | 2.0         | 3.5           | 2.5                | 3.5           | –         | –                | –           | 15.0 | 27.5  | 0.4  |  |  |  |  |
| Decide Tú                      | 9–11 ago 2022     | ?       | 19.3           | 7.6          | 10.6        | –          | 9.3         | 6.2           | 5.2                | –             | –         | –                | –           | –    | 32.1  | 8.7  |  |  |  |  |
| Luna Consultores               | 7–10 ago 2022     | ?       | 13.1           | 9.1          | 8.5         | 7.5        | 5.0         | 2.7           | 5.7                | 2.1           | 2.8       | 0.9              | 0.5         | 15.6 | 22.9  | 4.0  |  |  |  |  |
| Klambp                         | 26 jul–1 ago 2022 | 309     | 9.4            | 7.4          | 3.6         | 2.9        | 6.1         | 8.1           | 1.3                | 0.6           | 10.4      | –                | –           | –    | 46.6  | 1.0  |  |  |  |  |
| Decide Tú                      | 22–24 jul 2022    | ?       | 16.9           | 5.5          | 7.5         | 5.1        | 9.7         | 6.3           | 3.9                | –             | –         | –                | –           | –    | 25.9  | 7.2  |  |  |  |  |
| ICSI Perú                      | 16–17 jul 2022    | 400     | 13.5           | 13.0         | 6.0         | 6.0        | 2.0         | 4.5           | 1.0                | 3.0           | –         | –                | –           | 19.0 | 27.0  | 0.5  |  |  |  |  |
| Klambp                         | 30 jun–6 jul 2022 | 240     | 10.8           | 8.8          | 6.3         | 4.2        | 7.1         | 0.8           | 3.3                | 2.5           | 9.6       | –                | –           | –    | 37.5  | 0.8  |  |  |  |  |
| Decide Tú/El Dato              | 30 jun–2 jul 2022 | ?       | 14.7           | 6.9          | 5.2         | 4.4        | 9.2         | 4.7           | 2.2                | –             | –         | –                | –           | –    | 42.2  | 5.5  |  |  |  |  |
| Klambp                         | 5–14 jun 2022     | ?       | 4.2            | 4.2          | 9.2         | 10.4       | 5.8         | 3.1           | 4.2                | 3.5           | 7.3       | –                | –           | –    | 34.2  | 1.2  |  |  |  |  |
| ICSI Perú                      | 11–12 jun 2022    | 400     | 13.0           | 12.5         | 6.5         | 5.5        | 2.5         | 4.0           | 1.0                | 3.0           | –         | –                | –           | 20.0 | 27.0  | 0.5  |  |  |  |  |
| Piura Data Consultores         | 5–6 may 2022      | 735     | 12.7           | 7.3          | 10.1        | –          | 4.8         | 2.0           | 4.5                | 4.0           | –         | –                | –           | –    | 39.9  | 2.6  |  |  |  |  |
| Decide Tú/El Dato              | 24–26 abr 2022    | ?       | 9.9            | 4.8          | 12.5        | 3.9        | 8.8         | 5.7           | 2.2                | –             | –         | –                | –           | –    | 39.1  | 2.6  |  |  |  |  |
| ICSI Perú                      | 9–11 abr 2022     | 400     | 12.5           | 11.5         | 6.5         | 1.5        | 3.5         | 1.5           | –                  | –             | –         | –                | –           | 33.0 | 25.0  | 1.0  |  |  |  |  |
| Decide Tú                      | 10–12 mar 2022    | ?       | 6.2            | 4.9          | 14.0        | –          | 10.2        | 8.8           | 4.2                | –             | –         | –                | –           | –    | 35.7  | 3.8  |  |  |  |  |
| ICSI Perú                      | 26–27 feb 2022    | 400     | 11.5           | 11.5         | –           | 6.5        | 5.5         | 5.0           | –                  | –             | –         | –                | –           | 31.0 | 24.0  | —    |  |  |  |  |
| ICSI Perú                      | 14–16 ene 2022    | 384     | 12.0           | 11.0         | 6.0         | –          | 5.5         | 4.5           | –                  | –             | –         | –                | –           | 32.0 | 20.0  | 1.0  |  |  |  |  |
| ICSI Perú                      | 18–19 dic 2021    | 400     | 12.0           | 11.0         | 6.0         | –          | 5.0         | –             | –                  | –             | –         | –                | –           | 24.0 | 20.5  | 1.0  |  |  |  |  |
| Piura Data Consultores         | 14–16 nov 2021    | 735     | 5.4            | 4.7          | –           | –          | 3.8         | –             | –                  | –             | –         | –                | –           | 23.2 | 12.3  | 0.7  |  |  |  |  |
| Decide Tú                      | 4–6 oct 2021      | ?       | 7.2            | 10.6         | –           | –          | –           | –             | –                  | –             | –         | –                | –           | –    | 40.2  | 3.4  |  |  |  |  |

## Resultados

### Sumario general
| |                                               |              |              |              |           |           |
| Partidos y coaliciones                                                                               | Partidos y coaliciones                        | Voto popular | Voto popular | Voto popular | Regidores | Regidores |
| Partidos y coaliciones                                                                               | Partidos y coaliciones                        | Votos        | %            | +/−          | Total     | +/−       |
| | Organización Política Unidad Regional (UR)    | 91,382       | 23.85        | Nuevo        | 9         | +9        |
| | Contigo Región (CR)                           | 62,260       | 16.25        | Nuevo        | 2         | +2        |
| | Somos Perú (SP)                               | 54,160       | 14.13        | +2.11        | 1         | ±0        |
| | Región para Todos (RPT)                       | 52,043       | 13.58        | –7.03        | 1         | –8        |
| | Alianza para el Progreso (APP)                | 37,162       | 9.70         | +1.79        | 1         | ±0        |
| | Movimiento Independiente Fuerza Regional (FR) | 33,752       | 8.81         | –11.62       | 1         | –1        |
| | Piura Renace (RENACE)                         | 16,026       | 4.18         | Nuevo        | 0         | ±0        |
| | Fuerza Popular (FP)                           | 11,814       | 3.08         | +1.08        | 0         | ±0        |
| | Podemos Perú (PP)                             | 9,471        | 2.47         | Nuevo        | 0         | ±0        |
| | Renovación Popular (RP)1                      | 6,531        | 1.70         | –5.12        | 0         | ±0        |
| |                                               |              |              |              |           |           |
| Total                                                                                                | Total                                         | 383,220      |              |              | 15        | ±0        |
| |                                               |              |              |              |           |           |
| Votos válidos                                                                                        | Votos válidos                                 | 383,220      | 81.48        | +3.47        |           |           |
| Votos en blanco                                                                                      | Votos en blanco                               | 41,327       | 8.79         | +0.14        |           |           |
| Votos nulos                                                                                          | Votos nulos                                   | 45,787       | 9.73         | –3.61        |           |           |
| Votos emitidos                                                                                       | Votos emitidos                                | 470,334      | 79.32        | –2.57        |           |           |
| Abstenciones                                                                                         | Abstenciones                                  | 125,616      | 20.68        | +2.57        |           |           |
| Votantes registrados                                                                                 | Votantes registrados                          | 592,950      |              |              |           |           |
| |                                               |              |              |              |           |           |
| Fuente:                                                                                              |                                               |              |              |              |           |           |
| Notas al pie: 1 Comparado con los resultados de Solidaridad Nacional (SN) en las elecciones de 2018. |                                               |              |              |              |           |           |
| Notas al pie:                                                                                        |                                               |              |              |              |           |           |
| 1 Comparado con los resultados de Solidaridad Nacional (SN) en las elecciones de 2018.               |                                               |              |              |              |           |           |

### Concejo Provincial de Piura
| Cargo                        | Autoridad electa                | Partido político | Partido político                         |
| ---------------------------- | ------------------------------- | ---------------- | ---------------------------------------- |
| Alcalde Provincial de Piura  | Gabriel Madrid Orúe             |                  | Organización Política Unidad Regional    |
| Regidor Provincial de Piura  | Juan Cevallos López             |                  | Organización Política Unidad Regional    |
| Regidora Provincial de Piura | Teresa Calva Saavedra           |                  | Organización Política Unidad Regional    |
| Regidor Provincial de Piura  | Efraín Chuecas Wong             |                  | Organización Política Unidad Regional    |
| Regidora Provincial de Piura | Lucy Chunga Pazo                |                  | Organización Política Unidad Regional    |
| Regidor Provincial de Piura  | Edwin Carreño Yarleque          |                  | Organización Política Unidad Regional    |
| Regidora Provincial de Piura | Mereyda Jiménez García          |                  | Organización Política Unidad Regional    |
| Regidor Provincial de Piura  | Bruno Vega Carmen               |                  | Organización Política Unidad Regional    |
| Regidora Provincial de Piura | Dioselinda Valdivieso Domínguez |                  | Organización Política Unidad Regional    |
| Regidor Provincial de Piura  | Carlos Benites Guerrero         |                  | Organización Política Unidad Regional    |
| Regidor Provincial de Piura  | Martín Olivares Chanduvi        |                  | Contigo Región                           |
| Regidora Provincial de Piura | Carla Nima Sandoval             |                  | Contigo Región                           |
| Regidor Provincial de Piura  | Ricardo Acuña Carrasco          |                  | Somos Perú                               |
| Regidor Provincial de Piura  | Sergio Valladolid Saavedra      |                  | Región Para Todos                        |
| Regidor Provincial de Piura  | Daniel Verástegui Urbina        |                  | Alianza para el Progreso                 |
| Regidora Provincial de Piura | Trilce Reyes Mendoza            |                  | Movimiento Independiente Fuerza Regional |

## Elecciones municipales distritales

### Sumario general
| Partidos y coaliciones                                                                               | Partidos y coaliciones                        | Voto popular | Voto popular | Voto popular | Alcaldías | Alcaldías |
| Partidos y coaliciones                                                                               | Partidos y coaliciones                        | Votos        | %            | +/−          | Total     | +/−       |
| --- | --------------------------------------------- | ------------ | ------------ | ------------ | --------- | --------- |
| | Organización Política Unidad Regional (UR)    | 72,808       | 24.62        | Nuevo        | 4         | +4        |
| | Somos Perú (SP)                               | 49,495       | 16.74        | +3.43        | 1         | ±0        |
| | Contigo Región (CR)                           | 45,277       | 15.31        | Nuevo        | 2         | +2        |
| | Región para Todos (RPT)                       | 37,582       | 12.71        | –9.41        | 1         | –3        |
| | Alianza para el Progreso (APP)                | 19,910       | 6.73         | –3.07        | 0         | ±0        |
| | Movimiento Independiente Fuerza Regional (FR) | 19,598       | 6.63         | –7.49        | 0         | –2        |
| | Perú Libre (PL)                               | 12,695       | 4.29         | Nuevo        | 1         | +1        |
| | Piura Renace (RENACE)                         | 8,929        | 3.02         | Nuevo        | 0         | ±0        |
| | Podemos Perú (PP)                             | 7,156        | 2.42         | +1.61        | 0         | ±0        |
| | Frente de la Esperanza (FE)                   | 5,734        | 1.94         | Nuevo        | 0         | ±0        |
| | Fuerza Popular (FP)                           | 4,917        | 1.66         | –0.04        | 0         | ±0        |
| | Renovación Popular (RP)1                      | 3,888        | 1.31         | –7.02        | 0         | –1        |
| | Juntos por el Perú (JP)                       | 3,130        | 1.06         | Nuevo        | 0         | ±0        |
| | Acción Popular (AP)                           | 3,116        | 1.05         | –0.43        | 0         | ±0        |
| | Partido Patriótico del Perú (PPP)             | 1,018        | 0.34         | Nuevo        | 0         | ±0        |
| | Avanza País (AvP)                             | 491          | 0.17         | –0.07        | 0         | ±0        |
| |                                               |              |              |              |           |           |
| Total                                                                                                | Total                                         | 295,744      |              |              | 9         | ±0        |
| |                                               |              |              |              |           |           |
| Votos válidos                                                                                        | Votos válidos                                 | 295,744      | 82.49        | +2.88        |           |           |
| Votos en blanco                                                                                      | Votos en blanco                               | 31,234       | 8.71         | –1.24        |           |           |
| Votos nulos                                                                                          | Votos nulos                                   | 31,532       | 8.80         | –1.64        |           |           |
| Votos emitidos                                                                                       | Votos emitidos                                | 358,510      | 80.44        | –2.49        |           |           |
| Abstenciones                                                                                         | Abstenciones                                  | 87,193       | 19.56        | +2.49        |           |           |
| Votantes registrados                                                                                 | Votantes registrados                          | 445,703      |              |              |           |           |
| |                                               |              |              |              |           |           |
| Fuente:                                                                                              |                                               |              |              |              |           |           |
| Notas al pie: 1 Comparado con los resultados de Solidaridad Nacional (SN) en las elecciones de 2018. |                                               |              |              |              |           |           |
| Notas al pie:                                                                                        |                                               |              |              |              |           |           |
| 1 Comparado con los resultados de Solidaridad Nacional (SN) en las elecciones de 2018.               |                                               |              |              |              |           |           |

### Resultados por distrito
La siguiente tabla enumera el control de los distritos de la provincia de Piura. El cambio de mando de una organización política se resalta del color de ese partido.
| Distrito              | Alcalde(sa) titular       | Partido político | Partido político               | Alcalde(sa) electo(a)     | Partido político | Partido político  |
| --------------------- | ------------------------- | ---------------- | ------------------------------ | ------------------------- | ---------------- | ----------------- |
| Castilla              | José Aguilar Silva        |                  | Región para Todos              | Walther Guerrero Silva    |                  | Unidad Regional   |
| Catacaos              | José Muñoz Vera           |                  | Región para Todos              | Eddy Cruz Flores          |                  | Unidad Regional   |
| Cura Mori             | Juan Vílchez Valverde     |                  | Movimiento de Desarrollo Local | Arturo Ruiz García        |                  | Unidad Regional   |
| El Tallán             | Leonardo Macalupú Zapata  |                  | Fuerza Regional                | Javier More Vilchez       |                  | Unidad Regional   |
| La Arena              | Carlos Yarlequé Masías    |                  | Fuerza Regional                | Venancio Risco Juárez     |                  | Región para Todos |
| La Unión              | Fernando Ipanaqué Mendoza |                  | Región para Todos              | Percy Yamunaque Chero     |                  | Perú Libre        |
| Las Lomas             | Manuel García Villegas    |                  | Somos Perú                     | María del Rosario Guevara |                  | Contigo Región    |
| Tambo Grande          | Alfredo Rengifo Navarrete |                  | Solidaridad Nacional           | Segundo Meléndez Zurita   |                  | Somos Perú        |
| Veintiséis de Octubre | Darwin García Marchena    |                  | Región para Todos              | Víctor Febre Calle        |                  | Contigo Región    |